# 埃利森 (印第安納州)
埃利森（英語：Ellison）是位於美國印地安納州艾倫縣的一個非建制地區。該地的面積和人口皆未知。

## 地理
埃利森的座標為41°01′40″N 85°15′21″W / 41.02778°N 85.25583°W，而該地的平均海拔高度為244米（即801英尺）。